# Ферхат
Ферхат (перс. فرهاد‎, также встречается как Фархад) — мужское личное имя персидского происхождения. Распространено в странах Ближнего Востока, на Кавказе и в Центральной Азии. В переводе с персидского языка означает «радость приносящий», «достойный радости» или «заслуженный».

## Происхождение и значение
Имя Ферхат происходит от среднеперсидского (пехлевийского) слова *frahād*, что можно перевести как «полученный», «добытый», «принесший радость». В древности это имя носили представители знати, включая правителей Парфии. Имя стало особенно популярным в персидской литературной традиции, начиная с XII века.

## Распространение
Имя «Ферхат» (или его вариация «Фархад») распространено в странах Ближнего Востока, Кавказа и Центральной Азии. В зависимости от языка и фонетических традиций используется в следующих формах:
- Иран — Фархад (перс. فرهاد);
- Турция — Ферхат (тур. Ferhat);
- Азербайджан — Fərhad (с характерной гортанной «h»);
- Узбекистан — Farhod (на узб. языке чаще с буквой «о»);
- Таджикистан — Farhod (в таджикском на кириллице: Фарҳод);
- Туркменистан — Farhat или Färhat;
- Афганистан — Farhad (в том числе среди пуштунов и дари-говорящих);
- Грузия — Фархад и Ферхат встречаются среди азербайджанцев, турок-месхетинцев и мусульман-курдов;
- Россия — имя встречается среди народов Поволжья и Кавказа, преимущественно в форме Фархад.

## Известные носители
- Абдраимов, Ферхат (1966–2021) — казахстанский актёр, лауреат премии «Тарлан».
- Абыбов, Ферхат (род. 1945) — советский и российский инженер-строитель, депутат Государственной думы РФ I созыва.
- Арыджан, Ферхат (род. 1993) — турецкий гимнаст, призёр чемпионатов Европы.
- Ахмедов, Фархад (род. 1955) — российский предприниматель и политик азербайджанского происхождения.
- Дарьюш, Фархад (род. 1951) — иранский певец.
- Кармиль, Ферхат (род. 1958) — шахматный композитор, мастер ФИДЕ, международный арбитр, поэт.
- Фархад II — царь Парфии в I веке до н. э.
- Ферхат-паша (великий визирь) (ум. 1595) — османский государственный деятель, великий визирь в 1591–1592 и 1595 годах.
- Ферхад-паша Соколович (ум. 1586) — османский военачальник, бейлербей Боснии, основатель Бани-Луки, заказчик мечети Ферхадия.
- Аббас, Ферхат (1911–1985) — алжирский политический деятель, президент Временного правительства Алжира (1958–1961).

## В литературе
Имя «Ферхат» стало известно благодаря персидской поэме Хосров и Ширин, созданной Низами Гянджеви в XII веке. В этой истории Ферхат изображён как влюблённый скульптор и инженер, готовый на героические поступки ради любви к Ширин. Образ Ферхата стал символом верности, страдания и самопожертвования в восточной поэзии и культуре.